# Simon Sjödin
Simon Olov Sjödin (Estocolmo, Suecia, 4 de octubre de 1986) es un nadador olímpico sueco que compite en natación, especialista en el estilo mariposa y estilo combinado. Fue olímpico tras participar en los Juegos Olímpicos de Pekín 2008 y en Río de Janeiro 2016.
Se proclamó subcampeón de Europa durante el Campeonato Europeo de Natación en piscina corta de 2013 en la prueba de 200 metros estilos y dos años después en 2015 consiguió el bronce en los 200 metros mariposa.

## Palmarés internacional
| Campeonato Europeo de Natación en Piscina Corta | Campeonato Europeo de Natación en Piscina Corta | Campeonato Europeo de Natación en Piscina Corta | Campeonato Europeo de Natación en Piscina Corta |
| Año                                             | Lugar                                           | Medalla                                         | Prueba                                          |
| ----------------------------------------------- | ----------------------------------------------- | ----------------------------------------------- | ----------------------------------------------- |
| 2013                                            | Herning ( Dinamarca)                            | Medalla de plata                                | 200 m estilos                                   |
| 2015                                            | Netanya ( Israel)                               | Medalla de bronce                               | 200 m mariposa                                  |
| Campeonato Europeo de Natación                  |                                                 |                                                 |                                                 |
| 2008                                            | Eindhoven ( Países Bajos)                       | Medalla de bronce                               | 4x100 m estilos                                 |